# Jacques Danois
Jacques Danois (pseudonyme de Jacques Maricq), né le 11 septembre 1927 à Bruxelles et mort le 20 septembre 2008 à Carpentras (Vaucluse) est un journaliste grand reporter, responsable au sein d'organisations non gouvernementales internationales, écrivain et acteur belge. Il a notamment été directeur des relations extérieures à l'UNICEF et vice-président de l'AMADE.

## Biographie
Grand reporter à RTL, correspondant de guerre en Algérie, en Afrique, et surtout au Viêt Nam dont il couvre tout le conflit du côté américain, il rencontre l’UNICEF à Saïgon. Il en devient responsable de l’information à New York, en Asie du Sud-Est et en Afrique Noire. Il y filme, écrit, raconte les problèmes de l’enfance.
Après sa retraite, séduit par le travail efficace de l'Association mondiale des amis de l'enfance (AMADE), il en devient le secrétaire général, puis par la suite le vice-président.
Il a écrit plusieurs ouvrages, dont une grande partie est consacrée à l’enfant et au tiers-monde : Moisson fragile, Passeport pour l’amitié (préface de Peter Ustinov) chez Fayard ; Printemps blessés, Pourtant il ne neige pas, ou encore Tsunami sur l'enfance - Carnet de route, aux Dossiers d’Aquitaine. Il est ensuite publié aux Éditions du Jubilé (Paris). Désireux de rallier le plus grand nombre de « gens » à la cause de l’enfant, il a interviewé les personnalités les plus célèbres de ce monde, femmes et hommes politiques comme vedettes et aventuriers.
Jacques Danois s'est éteint le 20 septembre 2008,, à Carpentras (Vaucluse). Il était l’époux de la comédienne Yolande Valois. Sa fille, Caroline Danois, est peintre et a publié des poèmes. Sa petite-fille, Sophie Maricq, est auteure-compositrice-interprète.